# 華頂宮博経親王
華頂宮博経親王（かちょうのみや ひろつねしんのう、嘉永4年3月18日（1851年4月19日） - 明治9年（1876年）5月24日は、日本の皇族、海軍軍人。官位は議定会計事務総督、海軍少将。徳川家茂の猶子。伏見宮邦家親王第12王子、母は堀内信子。宮家華頂宮創設者。

## 経歴
幼少時の称号は隆宮。嘉永5年（1852年）に出家。知恩院門跡となり、知恩院を相続。尊秀と号する。万延元年（1860年）に孝明天皇の猶子となり、同日に徳川家茂の猶子となる。万延2年（1861年）に博経の名を賜り、その翌日に親王宣下を受ける。翌月に落飾し、知恩院門跡・尊秀入道親王となる。
慶応4年（1868年）、勅命により復飾し博経親王に復名。翌月に宮家を創設し、宮号を華頂宮とした。宮号は、知恩院の山号「華頂山」にちなんでいる。その後は、和学校御用掛・弾正尹・議定・会計事務総督を歴任。
1870年（明治3年）よりブルックリンに留学。1872年（明治5年）から東隆彦の名でアナポリスの海軍兵学校に入学し、海軍について学んだ。練習艦での訓練中の負傷後に肺病を患い、翌1873年に病気帰国。
帰国後に南部郁子と結婚し、1875年（明治8年）に第一王子の博厚王が誕生。同年、勲一等旭日大綬章に叙せられ、翌1876年（明治9年）に海軍少将となるも、同年5月24日に薨去。25歳没。
| 嘉永4年（1851年）3月18日   | 誕生                               |
| 嘉永5年（1852年）10月12日  | 知恩院相続                         |
| 万延元年（1860年）8月27日  | 孝明天皇猶子                       |
| 万延元年（1860年）         | 徳川家茂猶子                       |
| 万延元年（1860年）11月29日 | 親王宣下・名を博経とする           |
| 万延元年（1860年）12月29日 | 落飾・知恩院門跡・法名尊秀入道親王 |
| 慶応4年（1868年）1月7日    | 復飾・復名博経親王                 |
| 慶応4年（1868年）1月10日   | 華頂宮家創設                       |
| 明治元年（1868年）9月18日  | 元服                               |
| 明治3年（1870年）6月       | アメリカ留学                       |
| 明治5年（1872年）8月       | 病気帰国                           |
| 明治9年（1876年）5月13日   | 任海軍少将                         |
| 明治9年（1876年）5月24日   | 薨去                               |

## 血縁
博経親王は南部利剛の長女・郁子を妃とし、一男（博厚親王）を儲けた。
- 父：伏見宮邦家親王
- 母：堀内信子
- 兄弟：晃親王 - 嘉言親王 - 譲仁親王 - 朝彦親王 - 男子 - 貞教親王 - 喜久宮 - 彰仁親王 - 能久親王 - 誠宮 - 愛宮 - 博経親王 - 智成親王 - 貞愛親王 - 清棲家教 - 載仁親王 - 依仁親王（女子省略）
- 妃：南部郁子
- 子：華頂宮博厚親王（第一王子）